# Carl Malmström
För arkitekten, se Carl Malmström (arkitekt)
Carl Malmström, född 20 juni 1891 i Stockholm, död 25 maj 1971 i Stockholm, var en svensk botaniker. Han var från 1935 professor vid avdelningen för botanik och marklära vid Statens skogsforskningsinstitut.
Malmström disputerade 1923 vid Uppsala universitet.
Han blev 1937 ledamot av Lantbruksakademien och 1951 ledamot av Vetenskapsakademien.
Carl Malmström är begravd på Adelövs kyrkogård.